# Palazzo Bonaparte
Palazzo Bonaparte, tidigare Palazzo D'Aste Rinuccini, är ett palats i Rom, beläget vid Piazza Venezia i rione Pigna. Det ritades av Giovanni Antonio de Rossi och uppfördes mellan 1657 och 1677. 
Napoleons mor, Laetitia Ramolino, bodde i palatset från 1818 till sin död 1836.